# Покровка (Заводоуковський міський округ)
Покро́вка (рос. Покровка) — присілок у складі Заводоуковського міського округу Тюменської області, Росія.
Населення — 66 осіб (2010, 80 у 2002).
Національний склад станом на 2002 рік:
- росіяни — 86 %